# 代工生产

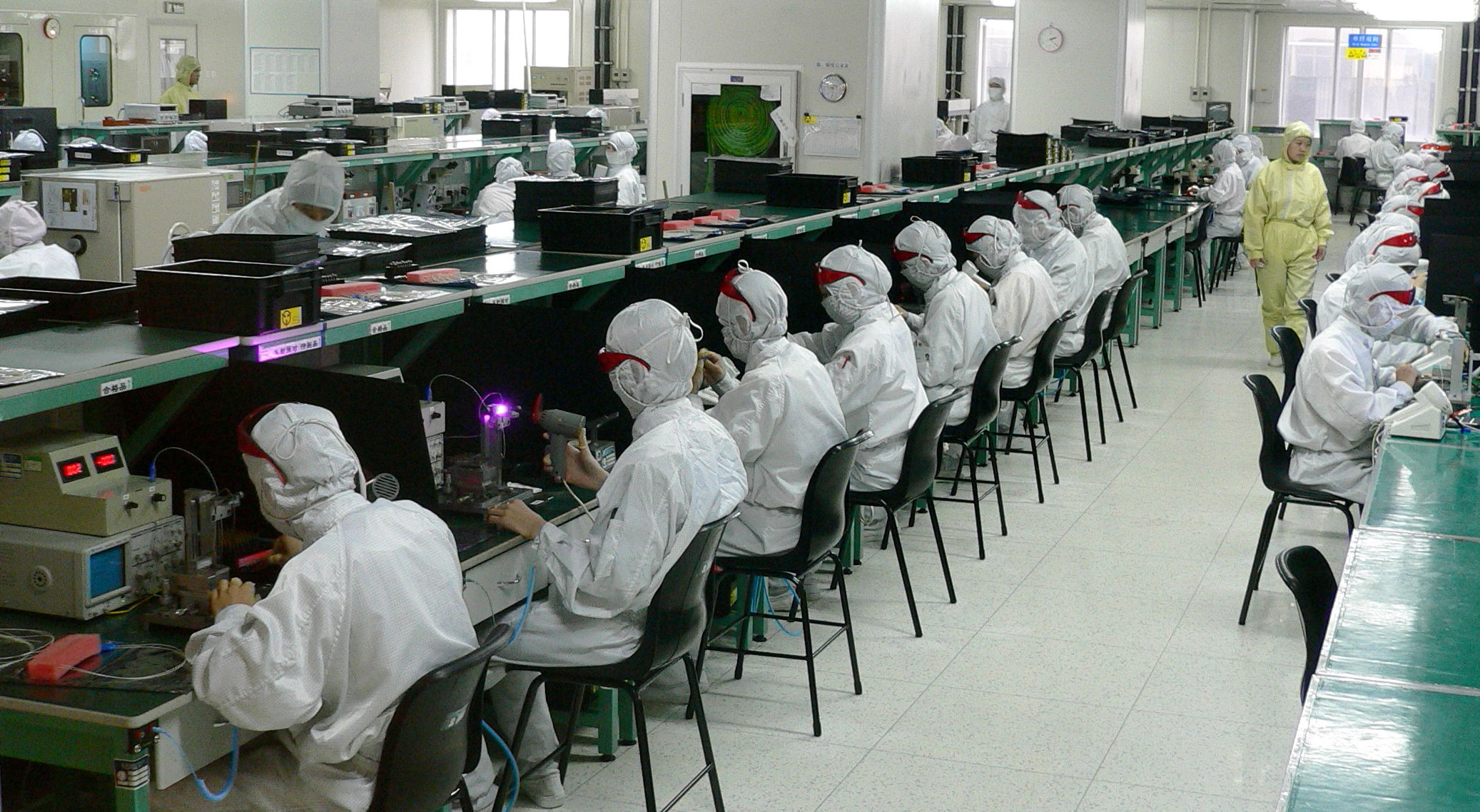
鴻海集團位於深圳市的電子代工廠房

OEM（英語：之縮寫），即代工生产，又译原始设备制造商、委託製造，指由采购方提供设备和技术，由制造方负责生产、提供人力和场地，采购方负责销售的一种现代流行生产方式。
OEM廠商通常擁有充裕、廉價又高素質的勞動力，提供國際市場所需的製造、組裝產品之委託服務。典型的如蘋果將手機的製造，交由亞洲的台積電與富士康、三星等代工廠生產與組裝。

## 计算机软件
OEM 授权是软件公司发售授权许可的一种模式，其最大的特点是授权一般直接附加于主機板等重要硬件上。微软是一个著名的例子，为他们的 Windows 作業系統提供 OEM 版的软件。OEM 产品密钥比相对应的零售版价格更为低廉，但兩者使用相同的软件。OEM 密钥主要是提供给直接的代工生产厂家与系统开发者，所以一般是作为批量许可密钥订单出售给这种製造大厂（例如惠普，戴尔，东芝，联想等）。个人同样可以购买它们作为个人使用（包括虚拟硬件），也可用于他们所组建的电脑的销售或转销。在每一个微软有关于 OEM 的最终用户许可协议中，产品密钥都与它原来安装的电脑主板相绑定，之后这种密钥一般是不能在电脑之间进行转让，它们只能为同一台电脑进行激活。这与零售密钥相反，后者可以被转让。一次重大的硬件更换会触发一个再激活提醒，这与零售版相同。
直接代工制造商对于安装媒体等事情承担正式责任，尽管在销售电脑硬件时并不要求它提供这种服务，实际上也可以不这么做以降低成本。相反，制造商所提供的服务更多是在主储存设备上的恢复分区，供用户修复或恢复其系统到出厂状态等。系统制造商对直接代工生产厂商的安装介质有不同的要求。从微软官方取得需要有效产品密钥的Windows下载（如Windows 7），OEM密钥會被拒绝使用，需要从制造商处获得有关啟用系统的技术支持。